# USS Nevada (SSBN-733)
USS Nevada (SSBN-733) – atomowy okręt podwodny typu Ohio przenoszący pociski balistyczne Trident II D-5. 
Stępkę pod okręt położono 8 sierpnia 1983, zwodowano go 14 września 1985 roku. Okręt został oddany do służby 16 września 1986 roku. Jak dotąd jest w czynnej służbie.